# Billbergia pyramidalis

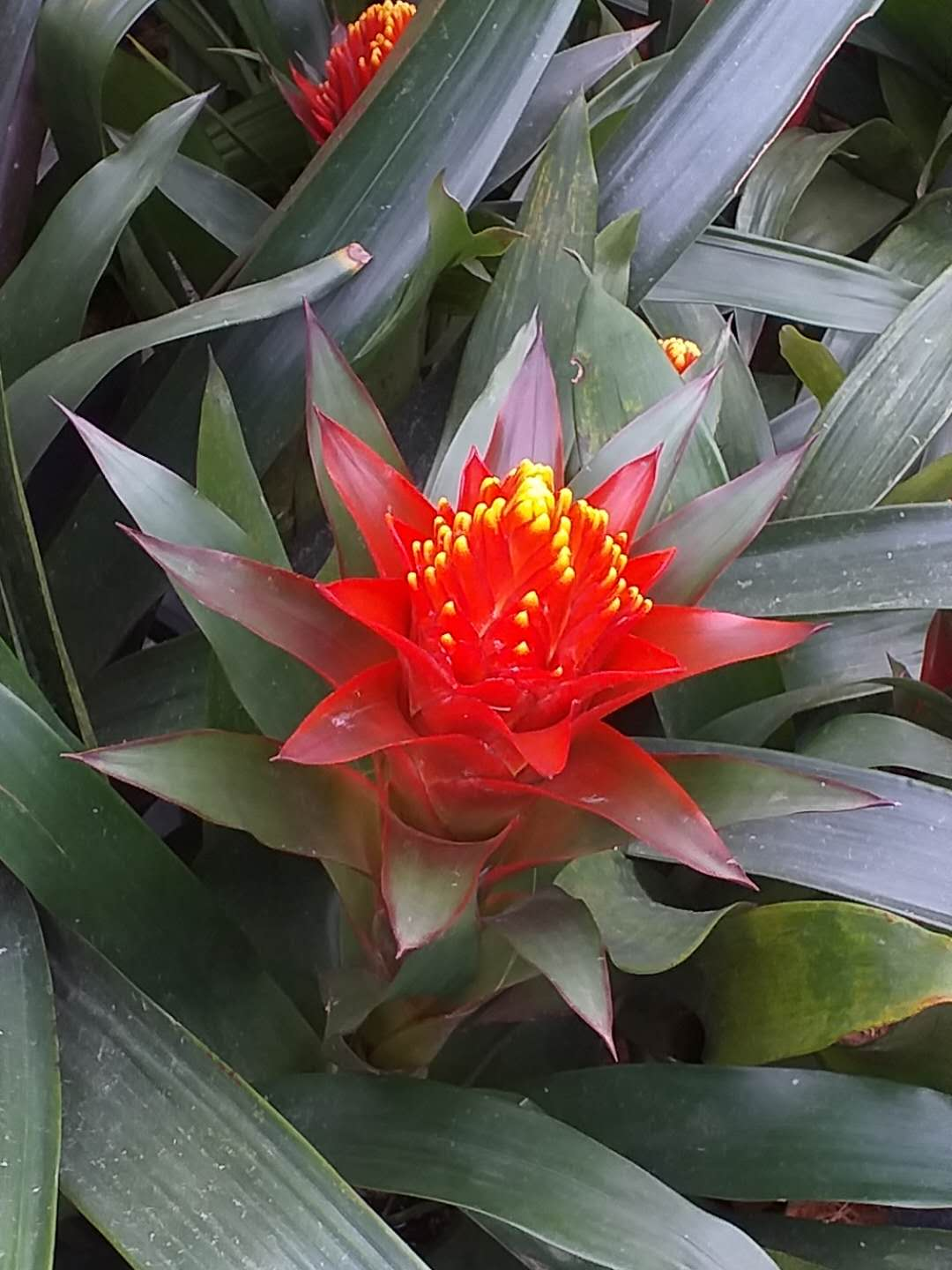
Billbergia pyramidalis

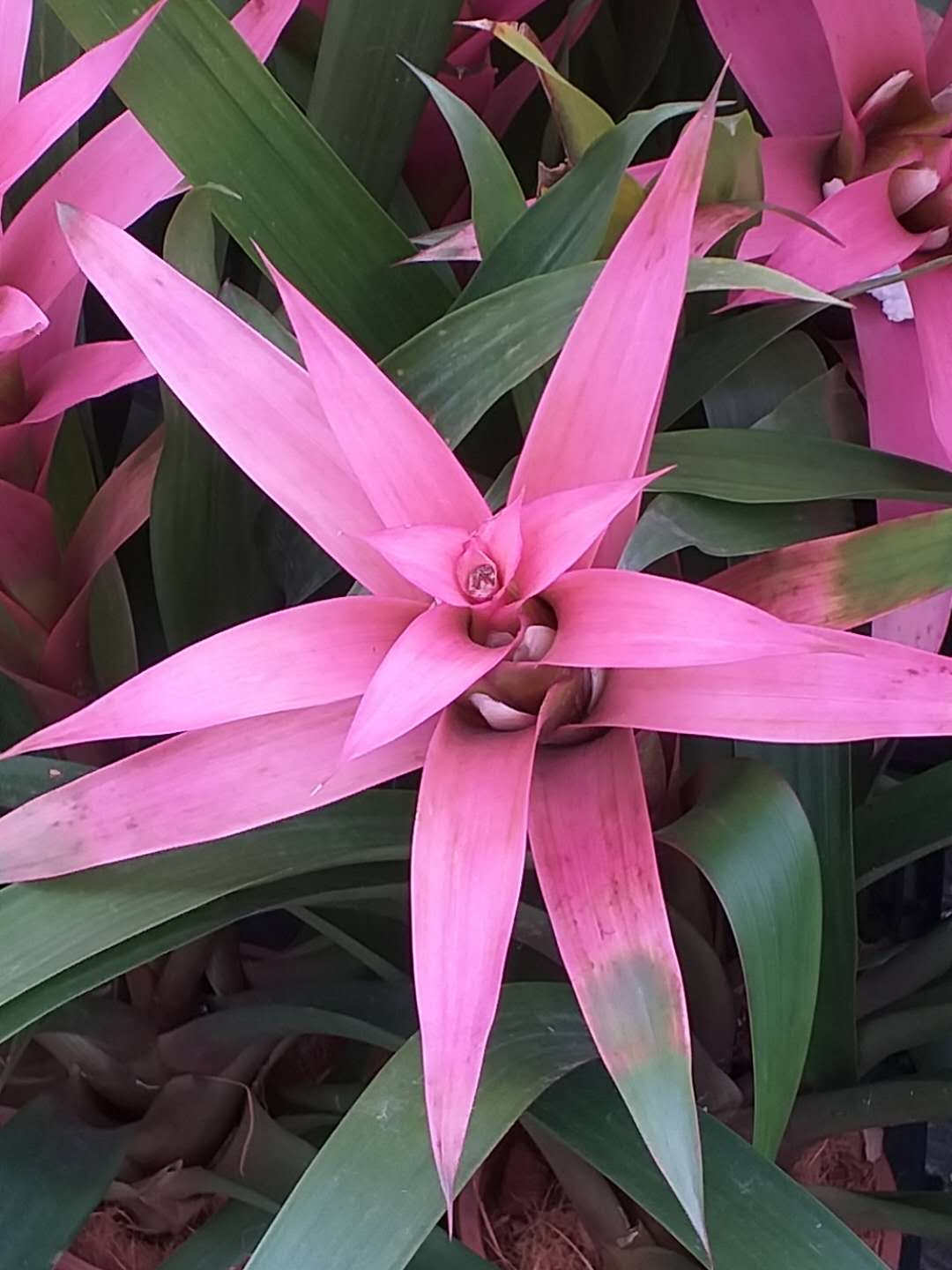
Billbergia pyramidalis

Billbergia pyramidalis là một loài thực vật có hoa trong họ Bromeliaceae. Loài này được (Sims) Lindl. mô tả khoa học đầu tiên năm 1827.

## Hình ảnh

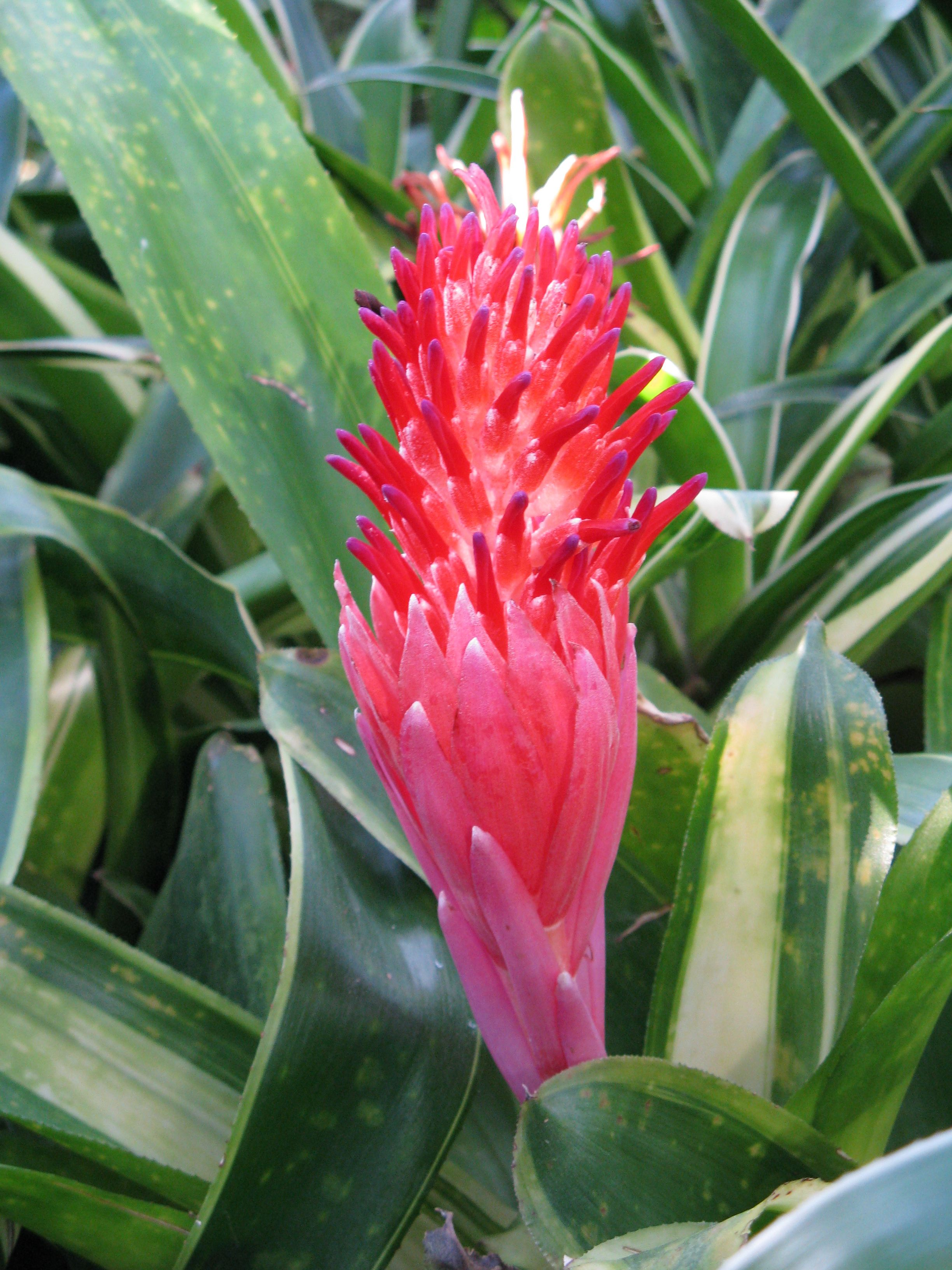
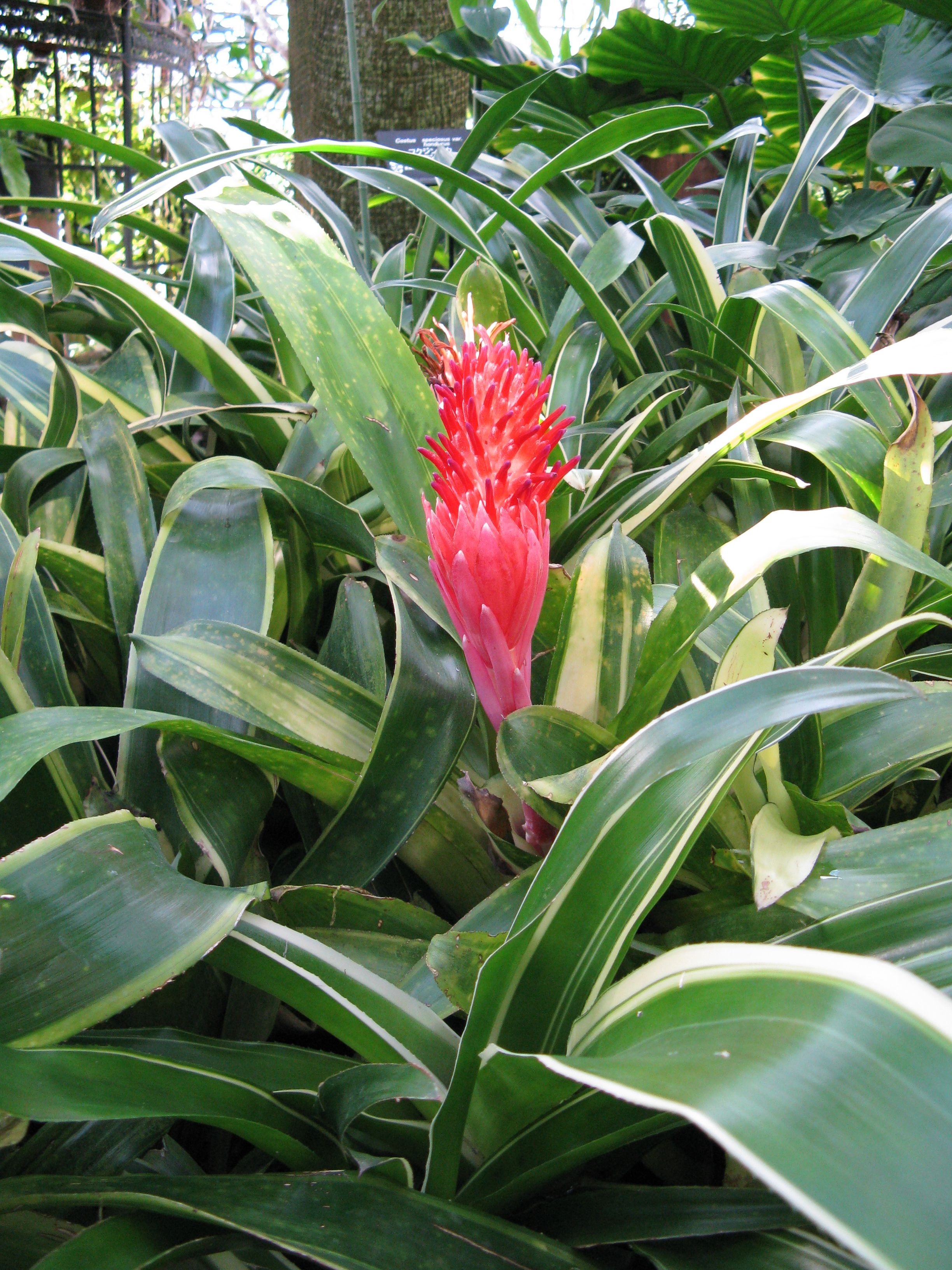
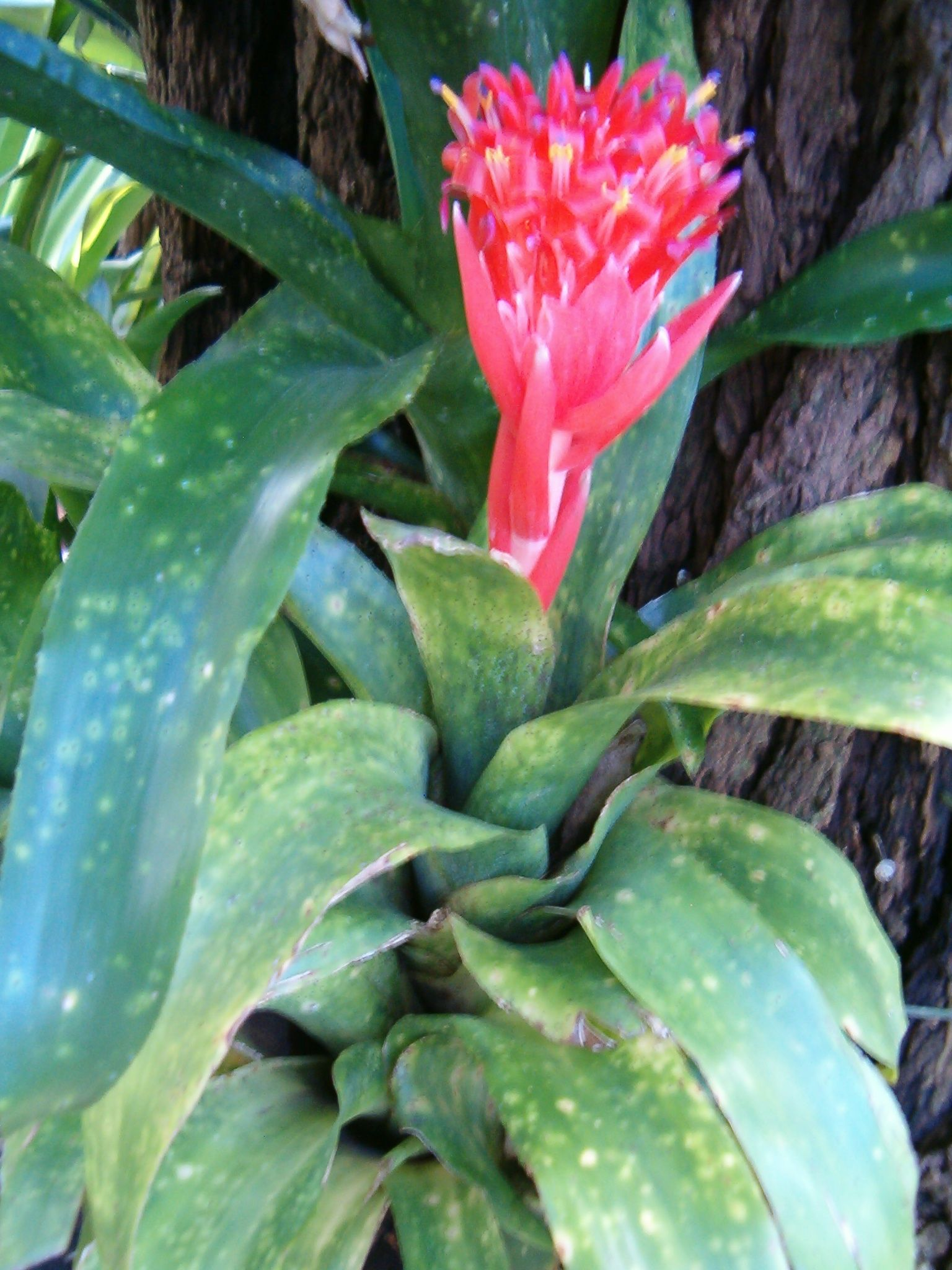

- Tập tin:Bilbergia pyramidalis-SimsXLindley1827 WPC.jpg